# Villa Caldogno
| Imagem: Cidade de Vicenza e Villas de Palladio no Véneto | A Villa Caldogno está incluída no sítio "Cidade de Vicenza e Villas de Palladio no Véneto", Património Mundial da UNESCO. |  |

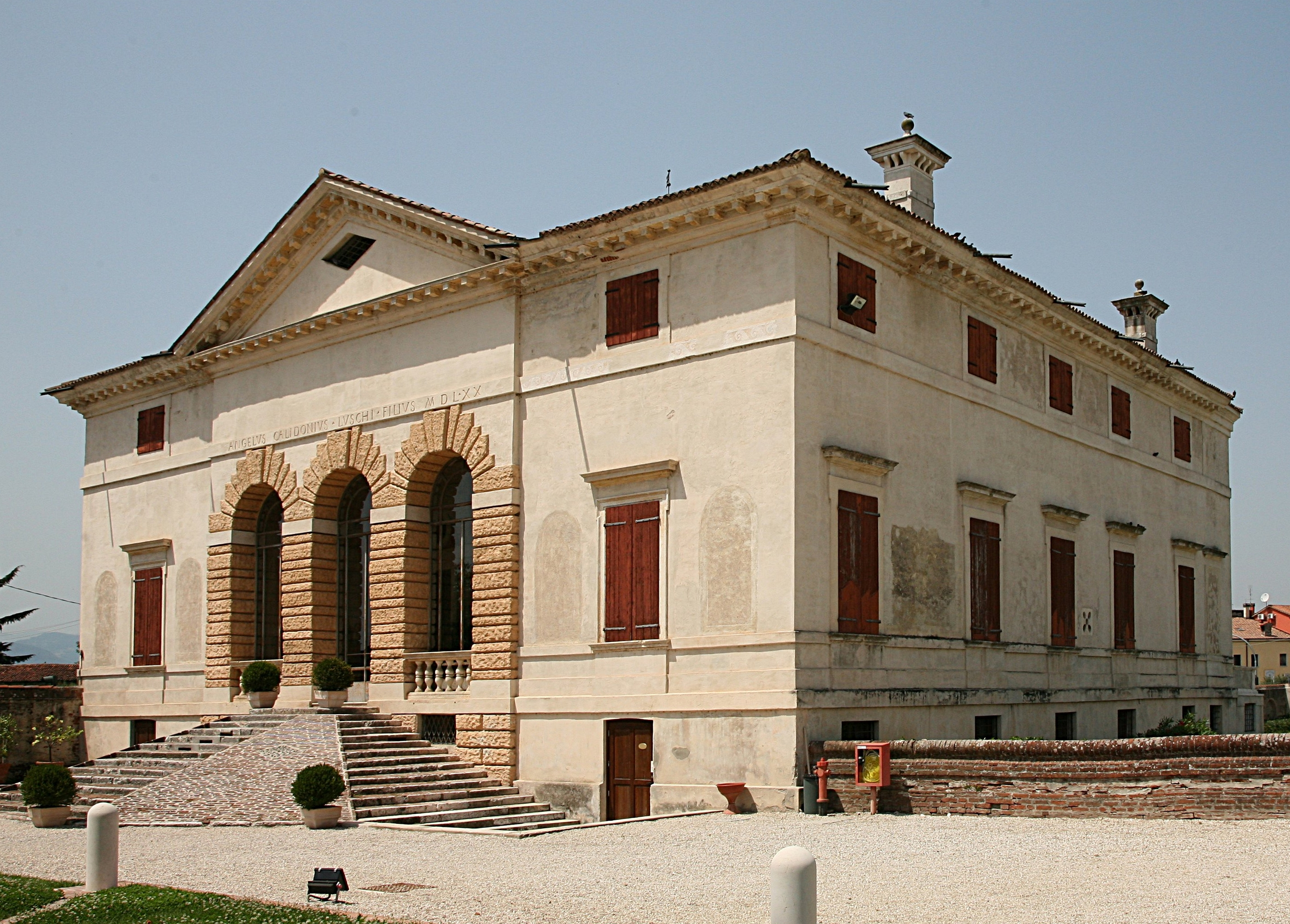
Fachada da Villa Caldogno.

A Villa Caldogno, também conhecida como Villa Caldogno Nordera, é uma villa italiana do Véneto atribuída ao arquitecto Andrea Palladio (1542) que surge na comuna de Caldogno, Província de Vicenza, às portas da própria cidade de Vicenza, próximo do centro da região.
Palladio, amigo de família dos Caldogno, interveio sobre uma estrutura preexistente, talvez da primeira metade do século XV, bem visível na meia-cave que hospeda actualmente a biblioteca municipal.
A villa está classificado, desde 1996, como Património Mundial da Humanidade pela UNESCO, juntamente com as outras villas palladianas do Véneto.
Actualmente, a villa pertence ao município de Caldogno, sendo utilizada para actividades e eventos culturais.

## O projecto

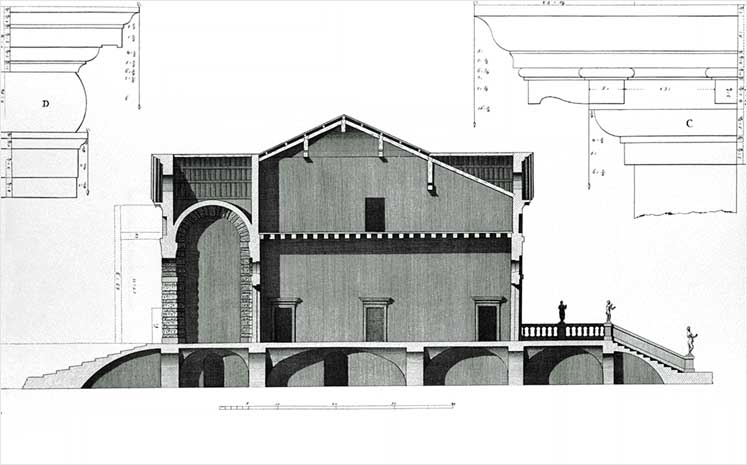
Secção da Villa Caldogno (Ottavio Bertotti Scamozzi, 1778).

Em 1541, o patrono Losco Caldogno, aristocrata vicentino e activo comerciante de seda, tinha recebido de herança uma propriedade agrícola e nunerosos campos em Caldogno.

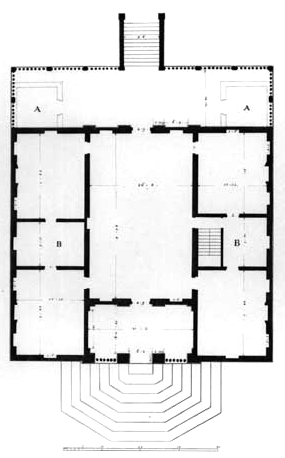
Planta da Villa Caldogno (desenho de Ottavio Bertotti Scamozzi, 1778).

Ligado por estreitos vínculos de parentesco a patronos palladianos como os Muzani e posteriormente os Godi de Lugo di Vicenza (Villa Godi), com grande probabilidade encomendou a Palladio a reestruturação da casa de lavoura. Não se têm elementos precisos acerca da data da intervenção: é possível fixar o início dos trabalhos em 1542, estando a casa certamente habitada em 1567 e a data "1570" inserida na fachada indica provavelmente o fim das obras de decoração.
Esta villa não está incluida nos I Quattro Libri dell'Architettura; embora não existam provas directas que seja obra do arquitecto de Pádua, a estrutura remete para outras obras palladianas, como a Villa Pisani, em Bagnolo di Lonigo (1542), a Villa Saraceno, em Finale di Agugliaro (1543), ou a Villa Zeno, em Cessalto.
A fachada principal é caracterizada pelos três grandes arcos da loggia do átrio de entrada, postos em evidência por uma cornija em colmeado rústico de tijolos. Por cima está colocado o frontão triangular.
A planimetria é muito simples e as salas não são perfeitamernte proporcionais, mas muito provavelmente isso deriva da reutilização da alvenaria preexistente. De qualque modo, determinantes para uma atribuição a Palladio são as semelhanças, sobretudo na fachada anterior com três aberturas, com obras como a Villa Saraceno ou a destruída villa dos Muzani

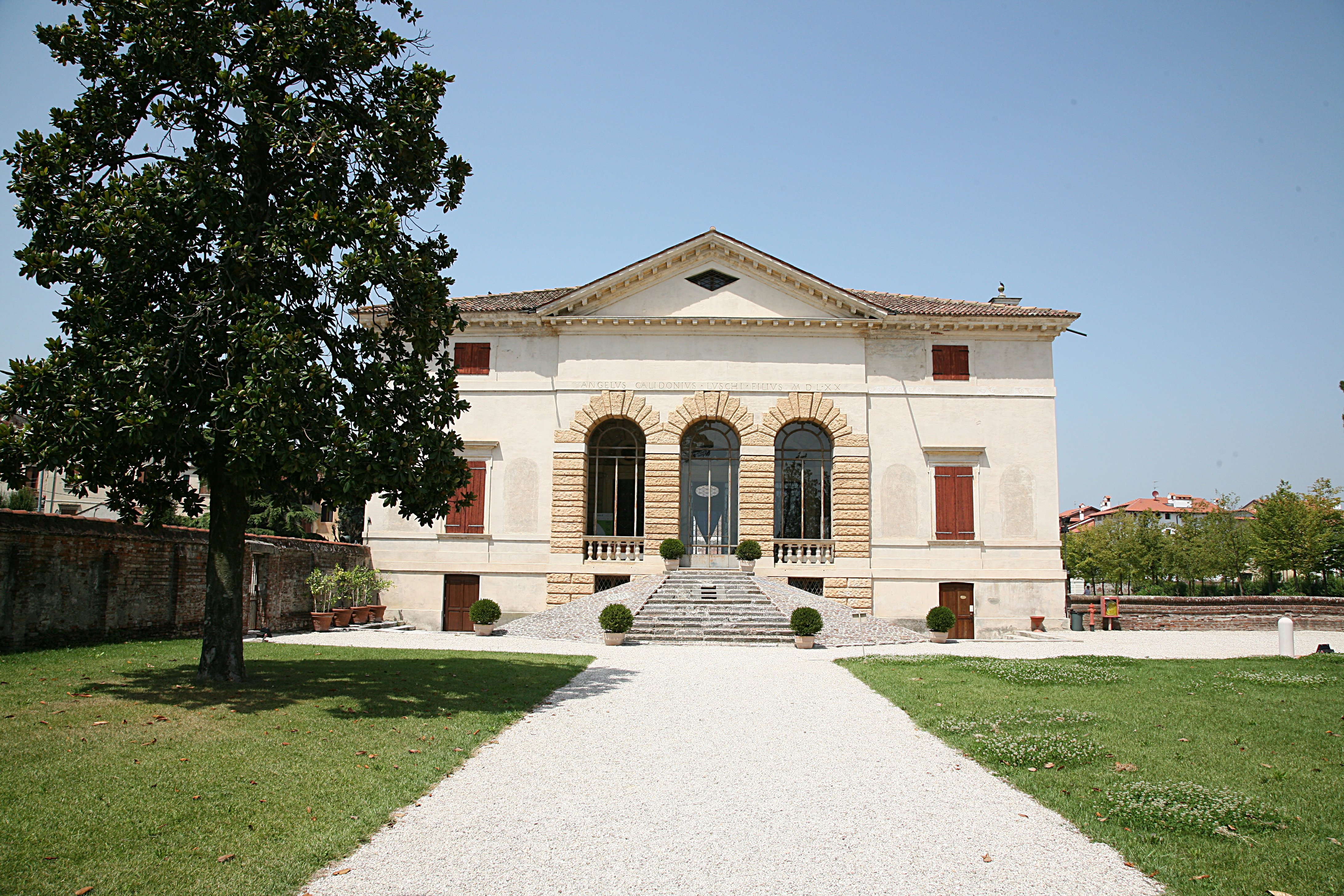
Fachada principal.
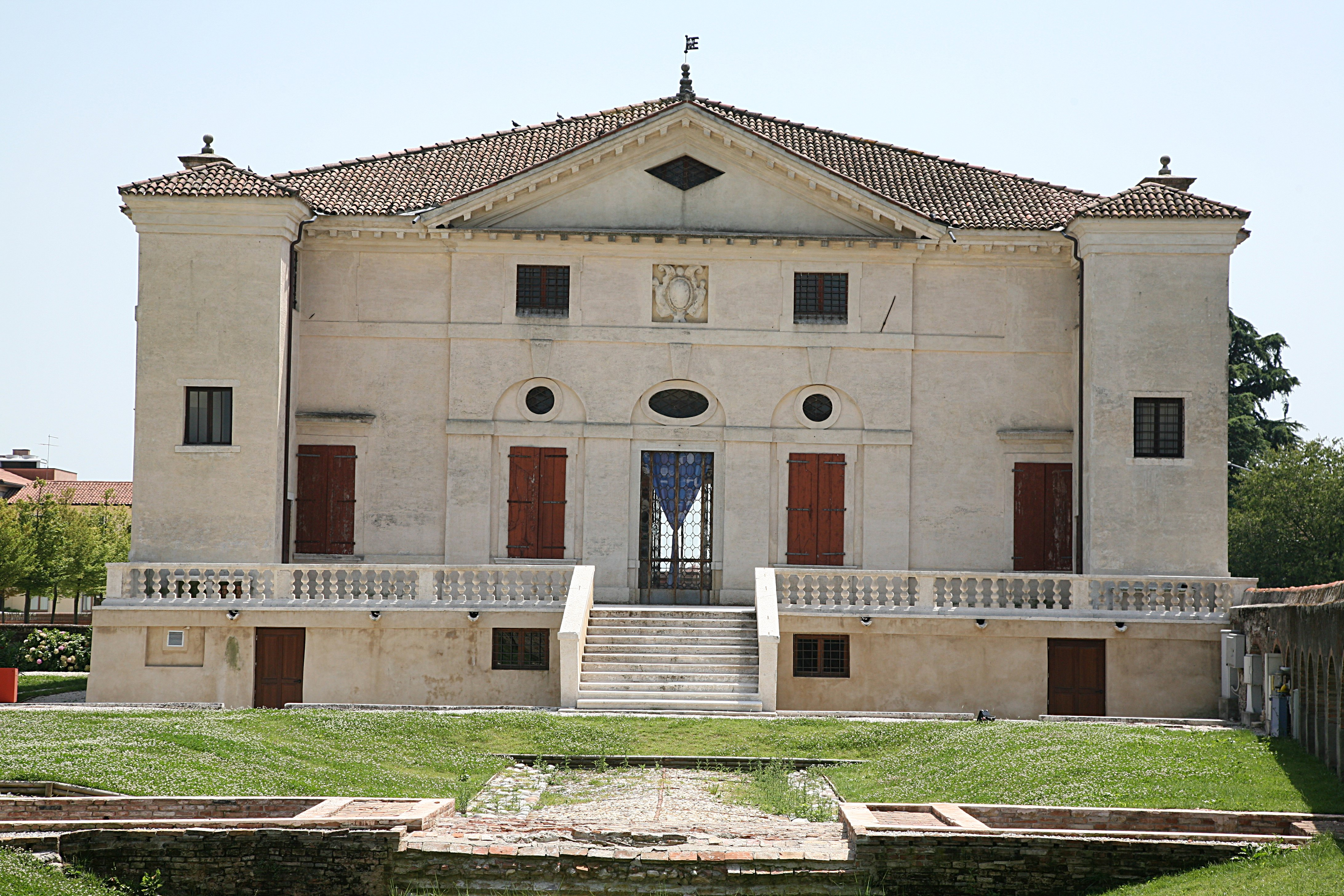
Fachada traseira, modificada no século XVII.
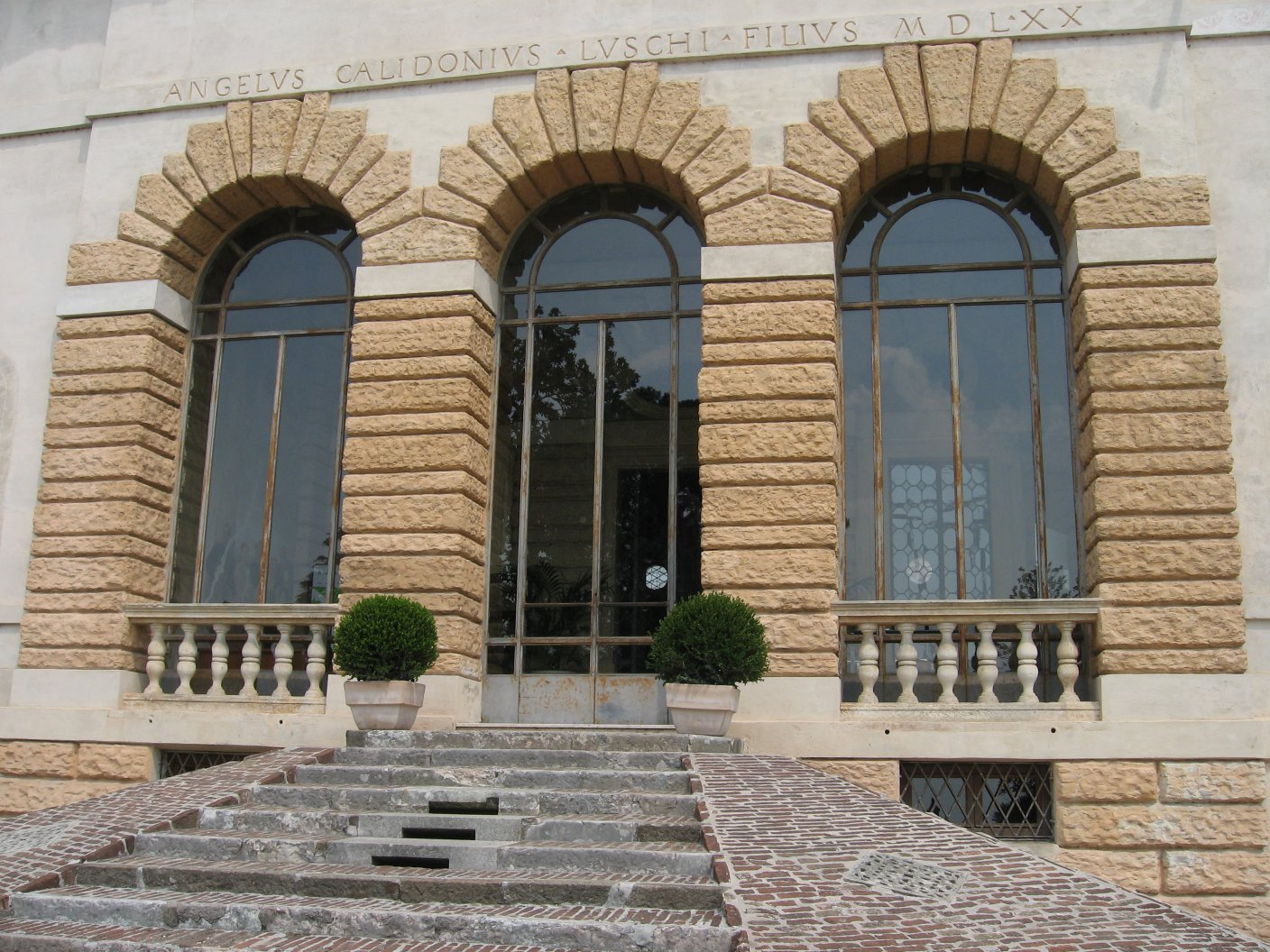
Detalhe dos arcos da loggia.
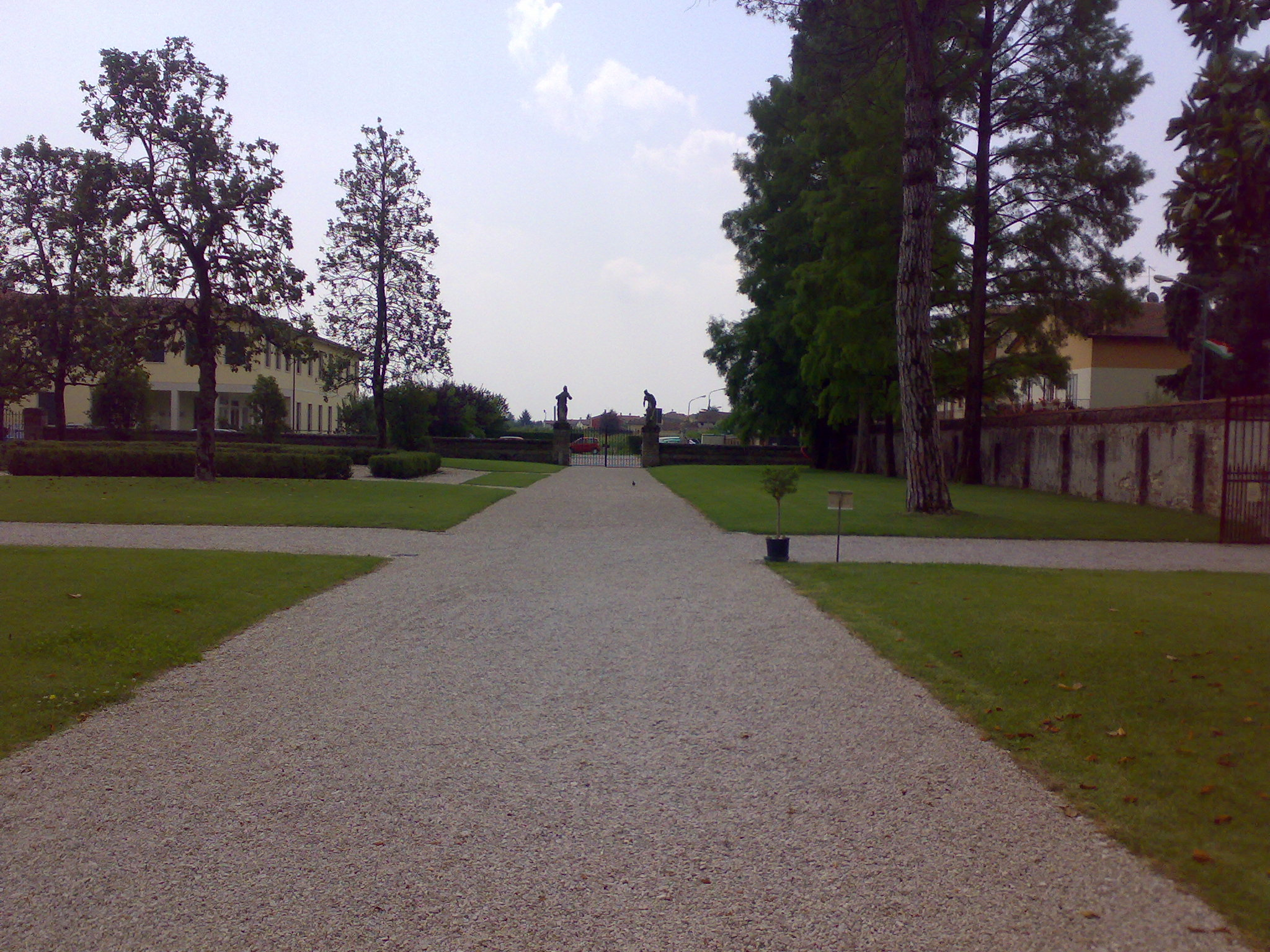
Imagem do parque frente à fachada principal.

## Interiores e decoração

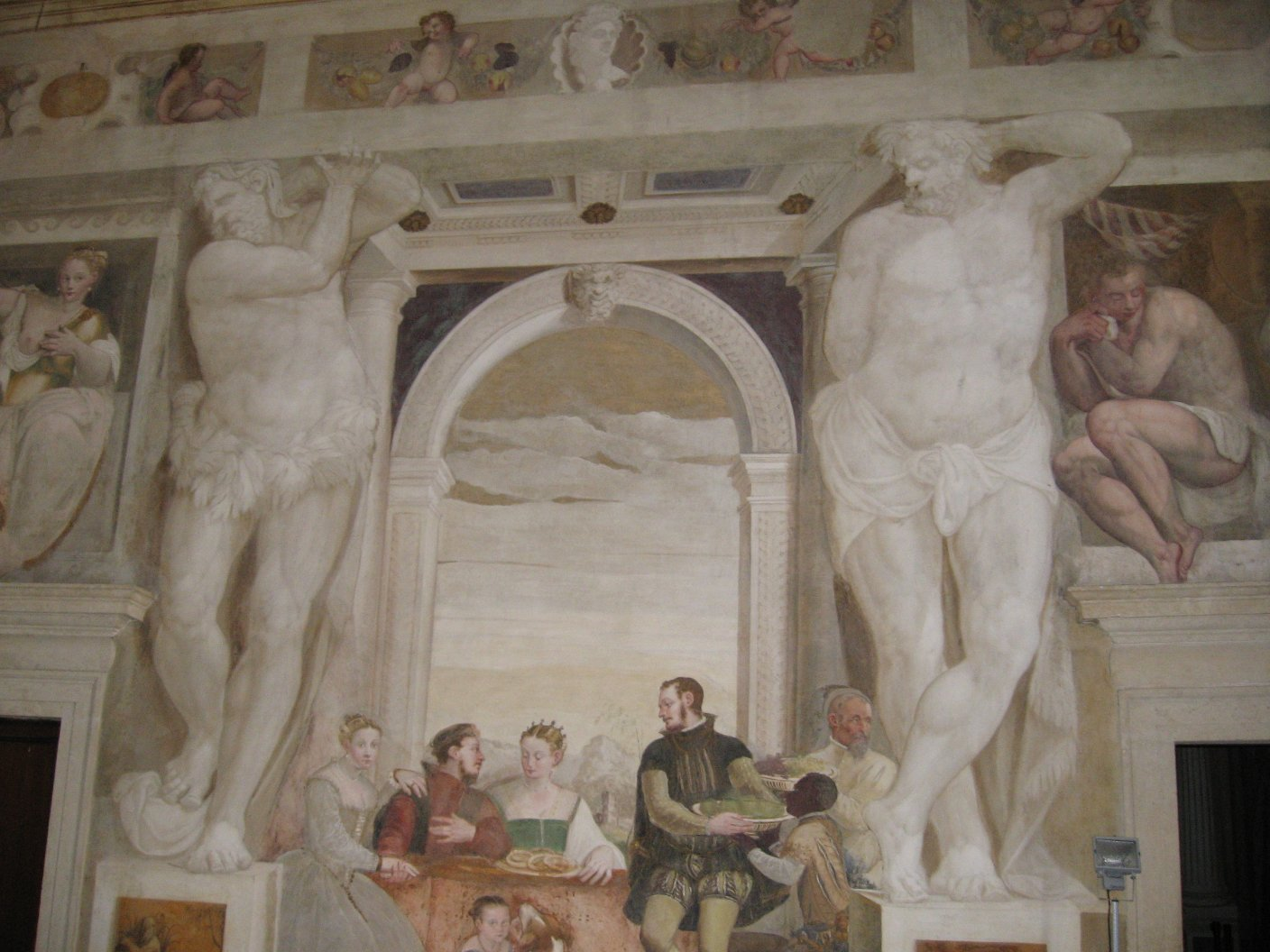
La merenda: afrescos atribuídos a Giovanni Antonio Fasolo (1530-1572), datados de 1570.

Uma inscrição na fachada (Angelus Calidonius Luschi Filius MDLXX) atesta a conclusão do edifício, em 1570, por parte de Angelo Caldogno, filho do patrono original, mas provavelmente tal data refere-se à conclusão da sumptuosa decoração interior ordenada por Angelo.
As duas salas maiores da esquerda foram afrescadas, em torno daquele ano, por Giovanni Antonio Fasolo e Giovanni Battista Zelotti, e apresentam a história de Scipione e Sofonisba.
O salão foi afrescado recriando uma arquitectura ilusória no interior da qual se desenrolam momentos típicos da vida nas villas da aristocracia da época (o jogo de cartas, a dança, o concerto, a merenda).
Em seguida, Giulio Carpioni, realizou aqui, na sua primeira obra em afresco, a decoração de parte duma saleta no lado ocidental, a qual tinha resultado da demolição duma escadaria em 1646. O stanzino del Carpioni mostra episódios inspirados no poema pastoral Il Pastor fido, de Giovanni Battista Guarini, a testemunha que os temas bucólicos e pastorais, tão em voga no final do século XVI, ainda eram apreciados no século XVII.

A Costantino Pasqualotto são atribuídos os frisos visíveis na parte alta das paredes das salas à direita do salão, as únicas decorações antigas actualmente visíveis naquela ala do edifício, hoje utilizada por instalações de arte contemporânea.

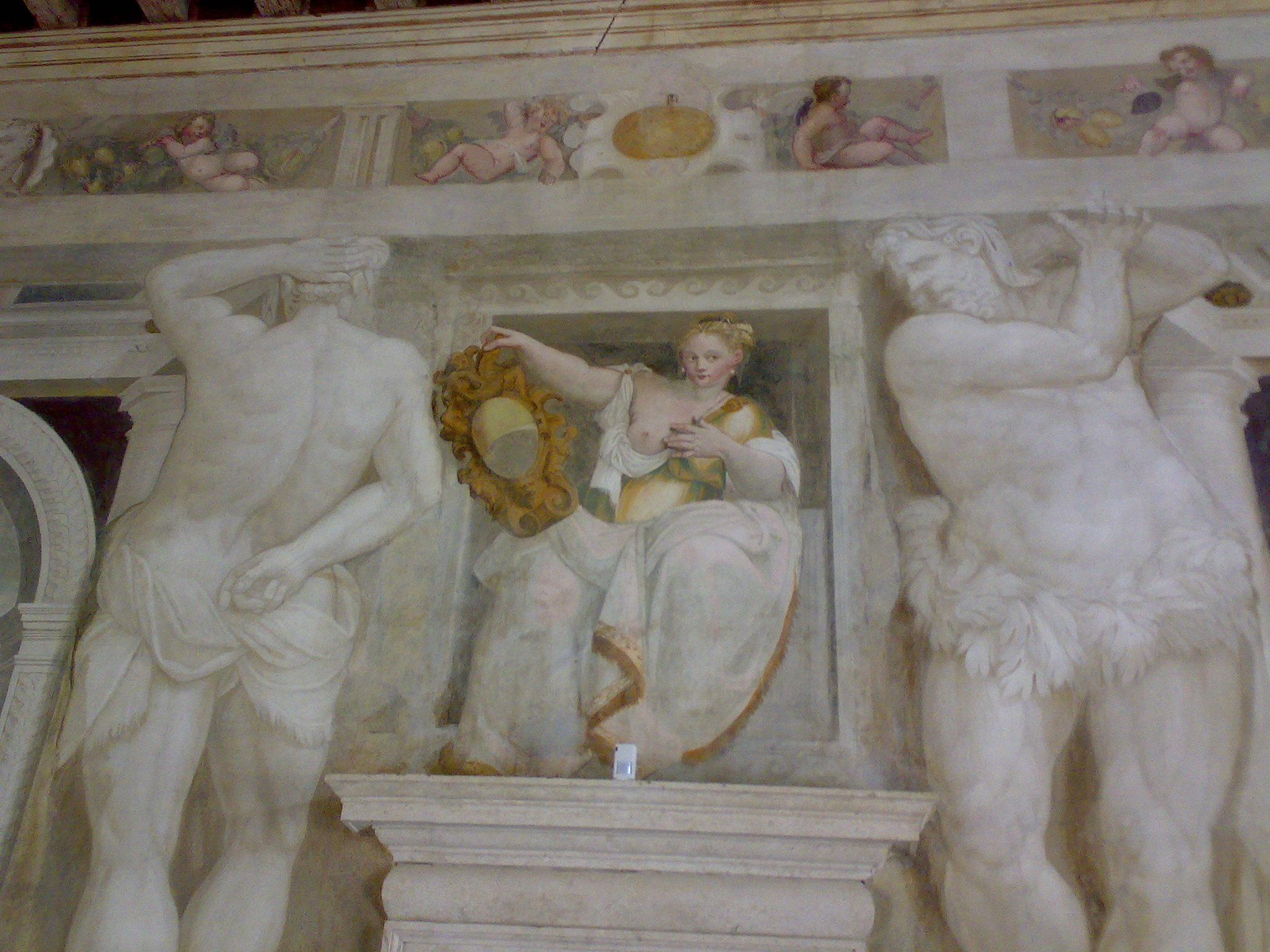
Afrescos do salão, atribuídos a Giovanni Antonio Fasolo
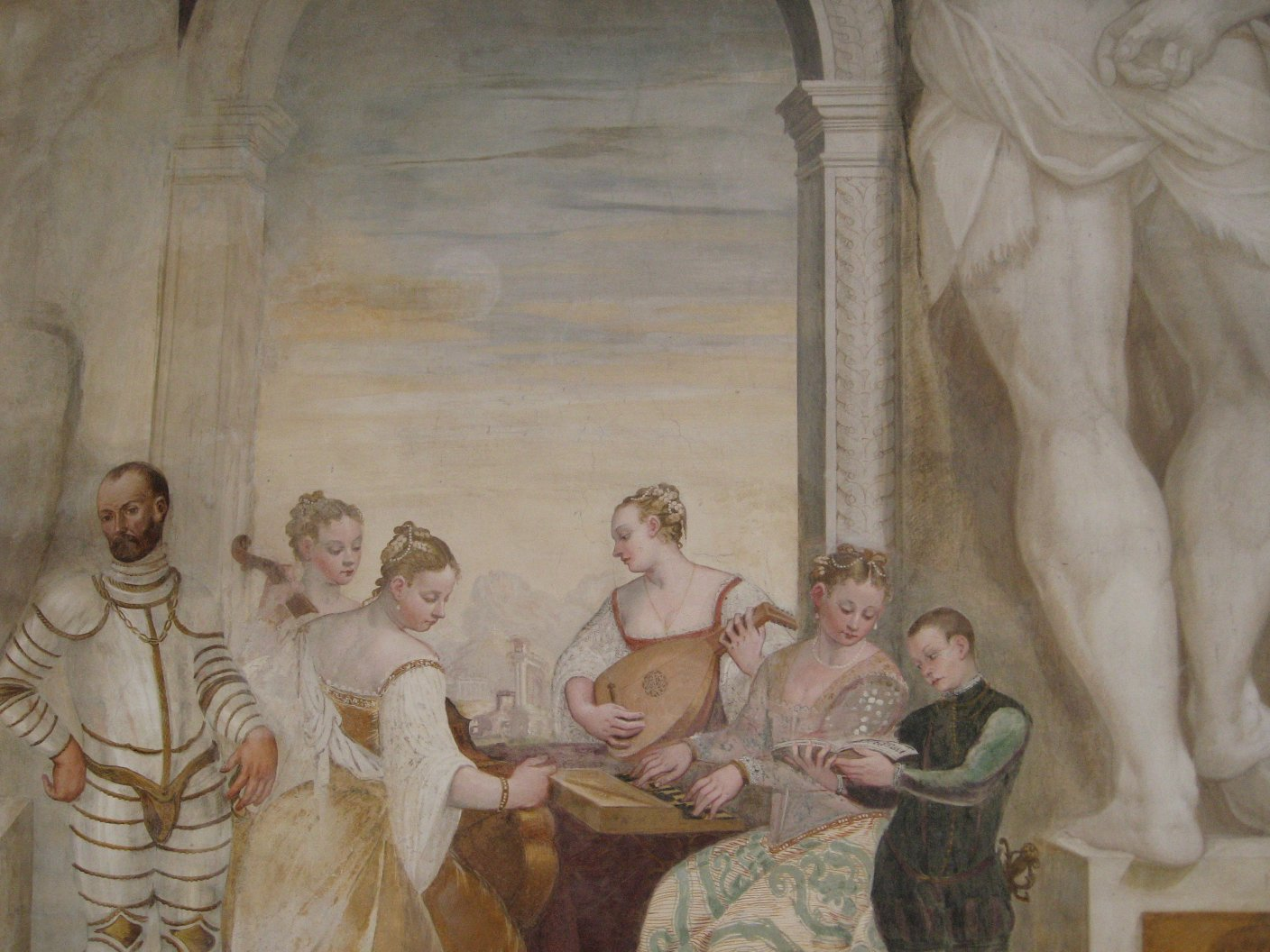
Afrescos do salão
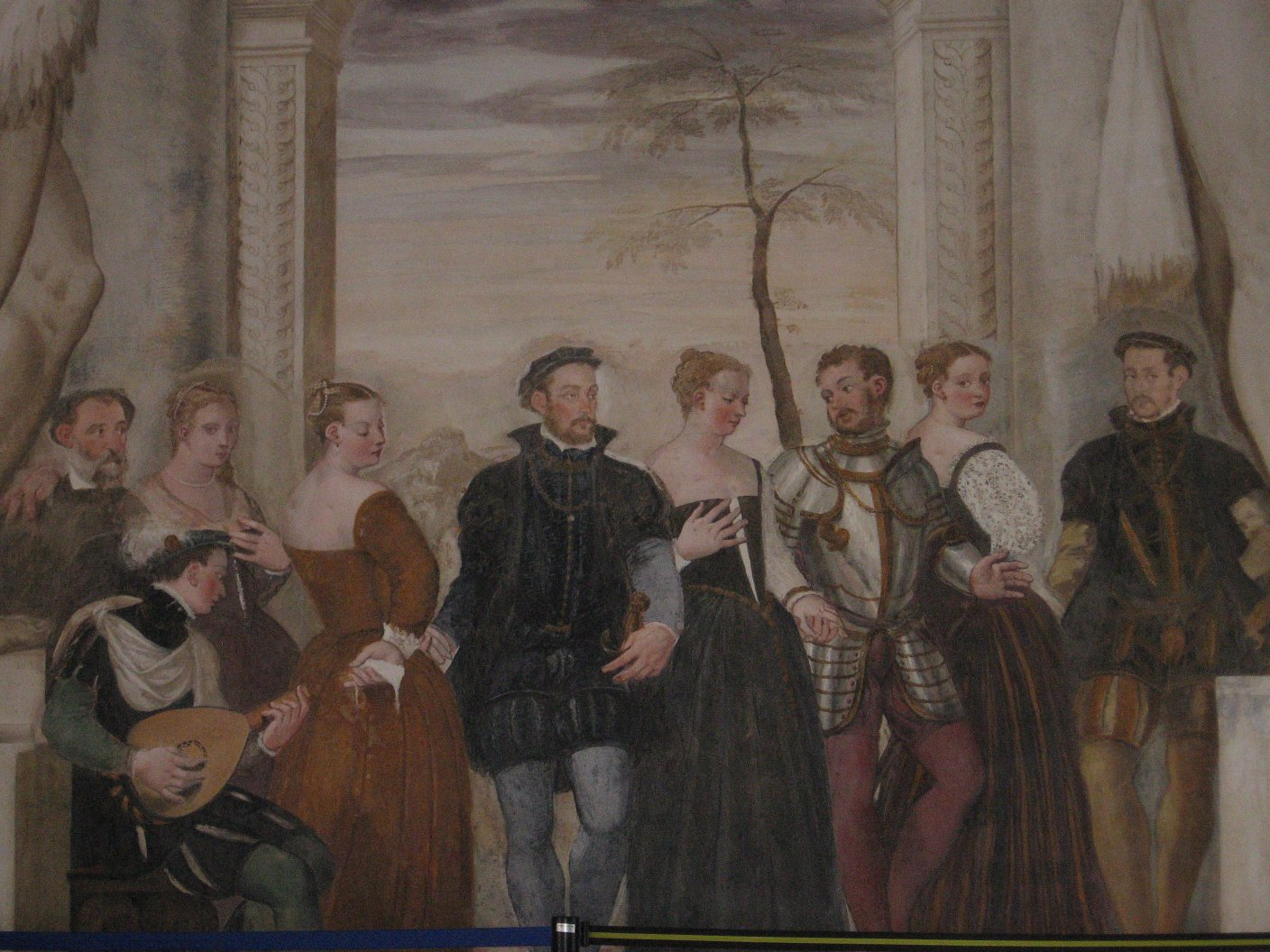
La danza
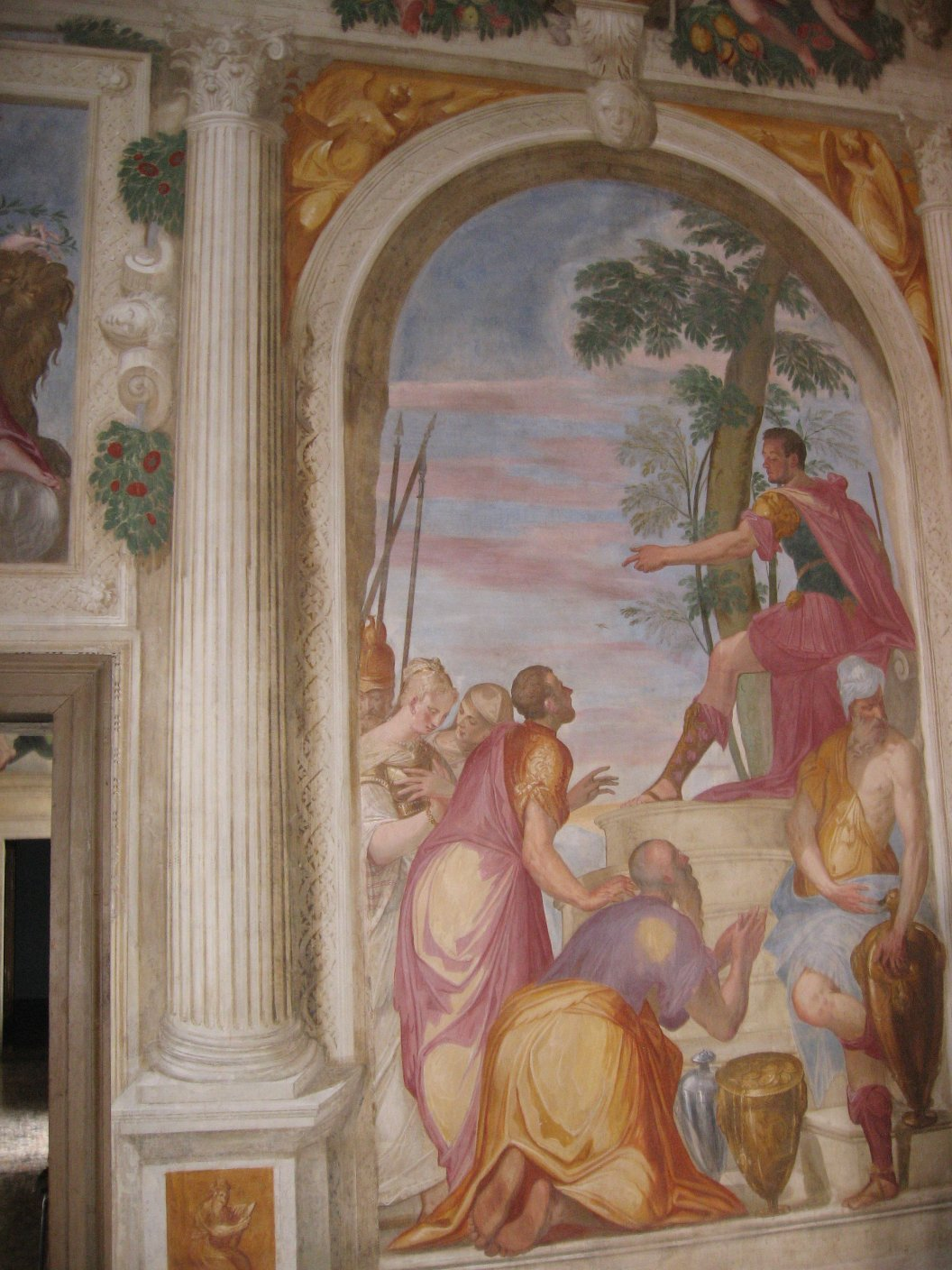
Episódios da vida de Scipione
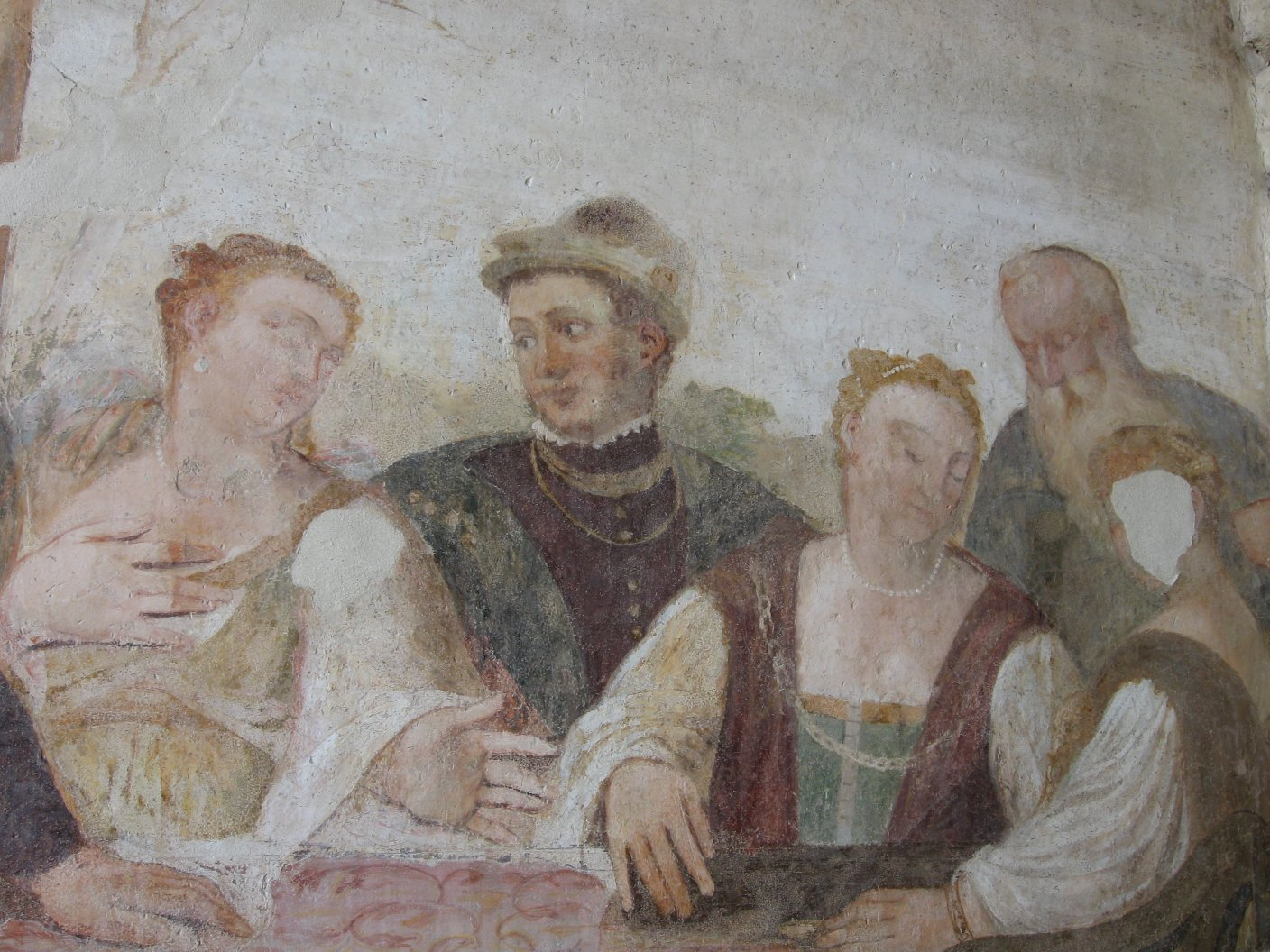
Momentos de vida na villa
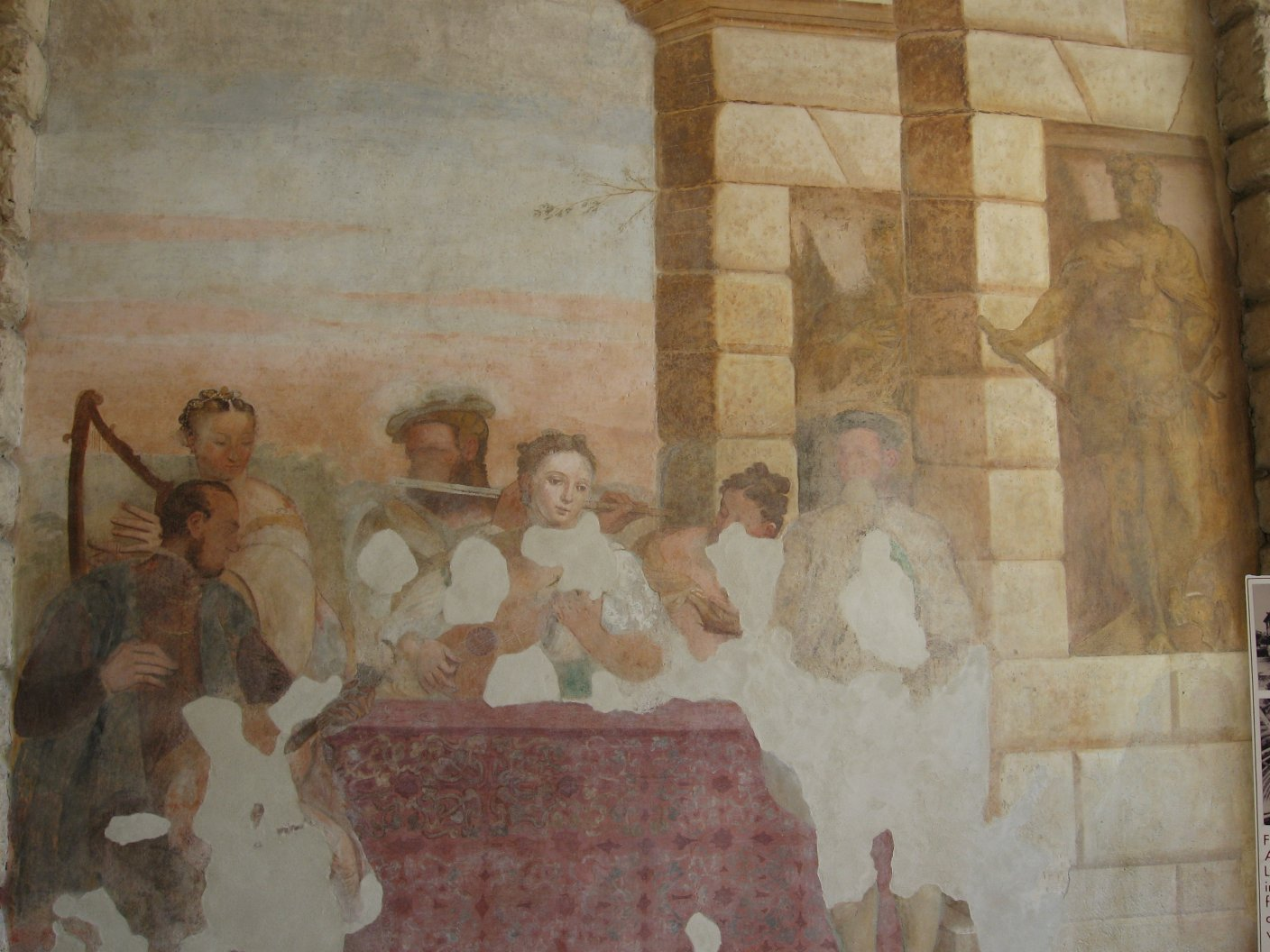
Il concertino
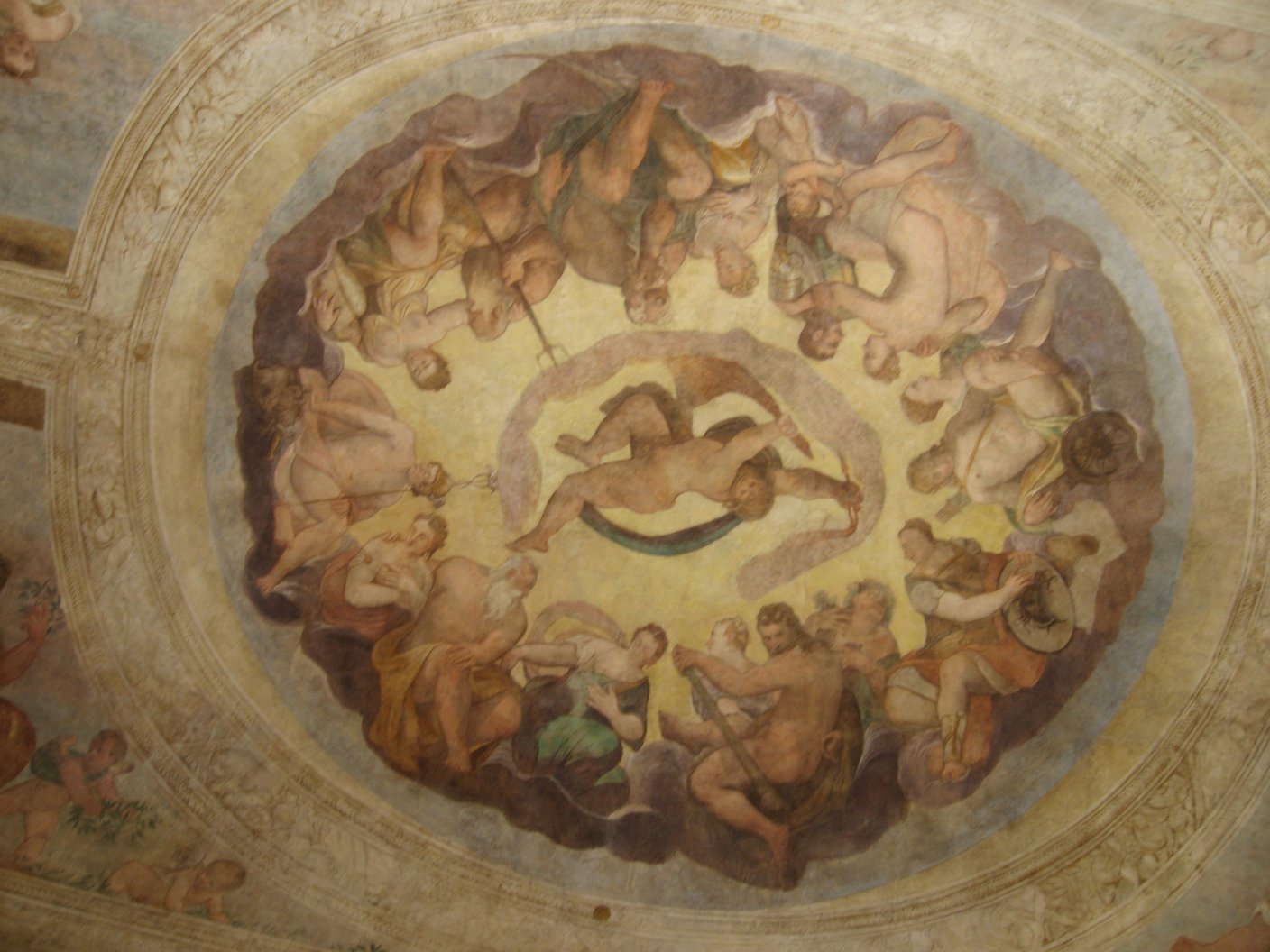
Afresco do tecto da loggia, atribuído a Giovanni Antonio Fasolo e outros
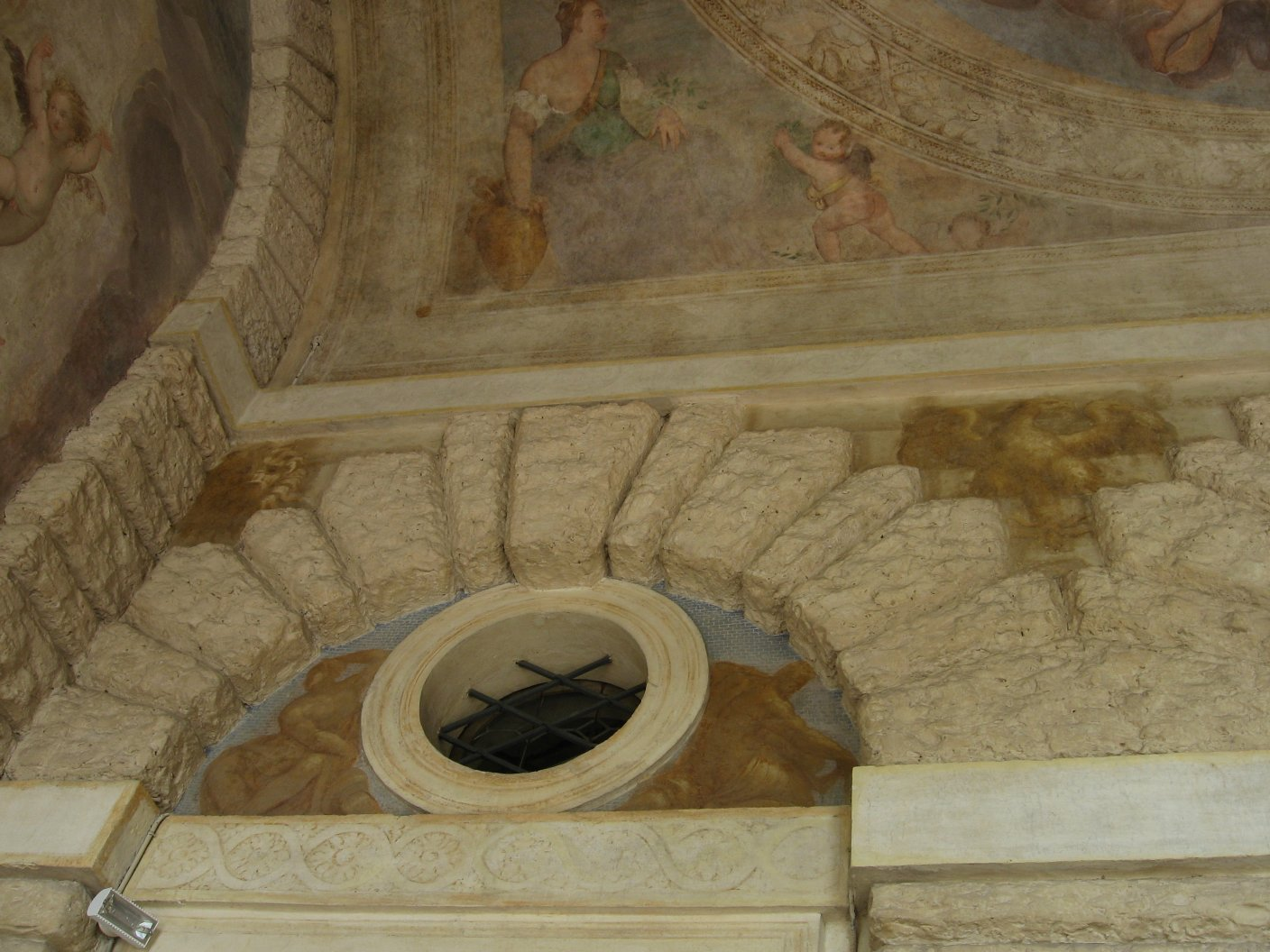
Detalhe da decoração da loggia

## Acrescentos
No século XVII, um terraço e duas torretas de esquina, ainda existentes, modificaram a fachada das traseiras.
Do complexo da villa fazem, ainda, parte as três barchesse (galerias abertas) realizadas originalmente pelo arquitecto Antonio Pizzocaro no século XVII; um bunker, realizado no final da Segunda Guerra Mundial (a villa era sede do comando alemão); e por fim o parque da villa, também este objecto de restauro, durante o qual foi descoberta uma pesqueira quinhentista adjacente ao edifício.